# 漢名
漢名，又稱唐名、中國名。狹義是指漢族或比照漢族命名方式的人名，例如韩国、朝鲜、越南人的姓名，廣義則包括日本姓名以漢字命名的名稱。在中國歷史中，部分少數民族也會兼用、甚至改用汉名。日本人的姓名雖然可以寫成漢字，屬於汉字姓名，但有些也會另取汉姓漢名，如遣唐使阿倍仲麻吕另有汉名晁衡。古代琉球士族一般都有漢姓（庶民無姓氏），有些亦會取漢名，例如麻平衡，琉球名為真常，若用琉球姓名稱呼則是麻氏真常，若再加上封爵稱呼則是「麻氏儀間親方真常」。
古代中國有些民族會為自己取漢名，但不一定會取漢姓，如身為女真人的金朝完顏氏就保留自己原來的姓氏，只是另取漢式名，金太祖完顏阿骨打漢名是「旻」，加上本身的姓氏就是完顏旻。
現在一些漢字文化圈以外的人也會取漢化姓名，有些是因為本身喜歡中華文化，也有些是工作因素所取（如華語圈境外國家的涉華外交官或漢學家），亦例如英國政治人物的中文名采用常见的二字或三字，見英國官方與政治人物漢化譯名列表。香港地區的媒體製作群，為了令角色的英語人名更簡潔易记和更有親切感，在電視劇集或電影等作品的配音稱呼和字幕植入角色名稱時採用這種風格。中国近代一些外国文学作品的翻译中人物姓名也采用这种风格。

## 汉人姓名
漢族的傳統姓名系統（漢名）中包括姓、氏、名、字、號等。“氏”是同一姓下的人为表示家族分支而另起的名号，西周与春秋战国时期有姓与氏者一般是名门望族之后，而习惯上称呼一个人既有称呼姓的，如姜子牙是姜姓吕氏；也有称呼氏的，如孔子是子姓孔氏，商鞅（卫鞅、公孙鞅）是姬姓商（卫、公孙）氏。姓氏在秦朝合并，统一为姓；而中华人民共和国建国以后，起“字”的人越来越少，人们也习惯了用姓名称呼彼此。所以现代人的称谓只有“姓”和“名”组成。部分人或會因工作需要而使用化名、筆名、網名等，但不限于使用汉字。
古代有文化的读书人家一般都会为家中男子取字，而且直至近代一直如此，如周恩来字翔宇，毛泽东字润之，蒋经国字建丰，但皇帝是例外，古代皇帝的字有记载的并不多，而且一般是開國皇帝，如刘备字玄德、孙权字仲谋、曹操字孟德、朱元璋字国瑞、李渊字叔德。元朝和清朝的皇帝绝大多数没有记载的字流传下来，唯一的例外是溥仪字曜之。
部分中国的文人拥有「号」，如李白号青莲居士、王守仁号阳明子、陶潜号五柳居士、孙文号逸仙。
名与字一般是有关系的，有可能是名的延伸或解释，如毛泽东字润之、诸葛亮字孔明、张飞字益德、关羽字云长、胡适字适之、李敖字敖之、杜牧字牧之、李白字太白、杜甫字子美；也可能有表示辈份的作用，如孙策字伯符、孙权字仲谋、管夷吾字仲、曹操字孟德；少数的与名的意义相反，如韩愈字退之。字也可以有多個，例如周樹人字豫山、豫亭，後又改字豫才。
习惯上称呼一个人，在姓后有可能是称名，如曹操、杜甫、王安石、毛泽东；也有可能称呼字，如杨士奇（寓）、蒋介石、姜子牙；也有可能称号，如苏东坡、王阳明、徐霞客、曹雪芹；亦有习惯上的称呼既不是名也不是字或者号，而是其他的称呼，如陶渊明、孙中山。
在20世紀前，女性人名的譜名通常不对外使用，一般使用姓氏來稱呼。比较为人熟知的例外是武曌、蔡琰（蔡文姬）和李清照。20世纪以后随着思想开放，中国的女性开始对外称呼姓名。

## 漢姓
漢姓，指漢民族以及採用漢族姓氏或漢族風格的姓氏（漢化的姓氏）的其他周邊民族的姓。漢姓一般由一個漢字組成（單姓），也有少部分以兩個或以上漢字組成（複姓）。

## 姓名长度
漢名（不包括日本名）除姓氏以外一般習慣用两个字（雙名）或一个字（單名）。中國在西漢以前單名為主，然亦有雙名。在王莽奏「令中國不得有二名」後不見雙名，然自晉朝後期、南北朝時雙名重新出現。直到現代則以雙名為主。在臺灣，中華民國法規表示《姓名條例》並未規定不得以三字命名。2015年5月23日，黃宏成台灣阿成世界偉人財神總統成為當時中華民國內政部公布的最長的姓名。2021年3月在台灣發生的「鮭魚之亂」改名熱潮中，出現50字的姓名
。中华人民共和国原則規定姓名用字应当在二至六个汉字。

## 名字与家族

### 區別輩份
有些人名字中用一些方法来区别同一个家族的不同辈分。比如在名字中用一个字表示辈分，稱為輩字，而用另一个字表示取名所标示的含义。也有的在名字中用相同的偏旁来表示同一辈分。传统上家族中有男性要按辈取名，女性没有限制。有些家族则是男女不同的辈字。

### 區別宗族
由於有不少同姓但不同宗的情況，為了區別，有些家族會在姓和名之間加上祧字，這種做法在越南、日本、琉球較為常見，如吳權的子孫在姓名之間以「昌」字為祧字。在越南，有些祧字與姓融合變成複姓，如阮朝國姓阮福氏，本姓阮，福為祧字；類似的例子還有阮有氏、吳廷氏等。也有些融入名字中，當作其一部份。
琉球把祧字稱為「名乘頭」，是男子琉球名（名乘）的第一個字。尚氏名乘前為「朝」，如尚久的琉球名為「朝公」，姓名連稱即為尚氏朝公，其子尚豐琉球名為「朝昌」。麻氏名乘前為「真」，因此麻平衡又名麻氏真常，其子麻舉要又名麻氏真之。池城毛氏的名乘前為「安」。豐見城毛氏名乘前為盛。

## 名字与忌讳
由于宗法制的影响，漢字文化圈傳統在名字的使用上有避讳的制度。讲究为尊者讳，在言谈和书写时，遇到君父长上的名諱一律要回避。取名时除祧字外也不能取他们的名字中有的或同音的字。日本除外，日本歷史上的公家貴族與武士也喜歡取父、祖名中的字為己名，象徵傳承。但亦有例外。
現代社會很多人家不再避諱。金正日的父母分別名金日成和金正淑，他的三個兒子名金正男、金正哲、金正恩。前韓國總統盧武鉉之兄名盧建平，他的兒子盧建昊的名字卻又有伯父的「建」字。李鵬有兒子李小鵬。蔣孝勇有孫蔣得勇。
但是仍然有部分人在取名时尽量不取同父辈或祖辈同名或同音的字作为名字。由于避讳的影响，现代華語人士仍认为直呼长辈的名字为不敬。